# Entropy: Zero
Entropy: Zero — неофициальное дополнение для компьютерной игры Half-Life 2, разработанное Джонни «Breadman» Ричардсоном и выпущенное в 2017 году. Главный герой дополнения — метрокоп Альянса, фракции, выступавшей в роли антагониста в Half-Life 2. Дополнение содержит самостоятельный сюжет, новые локации и персонажей. Entropy: Zero распространяется бесплатно, однако для запуска требует лицензионную копию Half-Life 2.
В 2022 году вышло продолжение игры, названное Entropy: Zero 2.

## Игровой процесс
Entropy: Zero — фанатское дополнение для Half-Life 2, содержащее новые локации, самостоятельный сюжет и персонажей. Геймплей мода практически не претерпел изменений, однако игрок управляет полицейским Альянса — фракции, выступавшей в роли антагониста в Half-Life 2. Благодаря этому роль многих игровых объектов переменилась: силовые поля стали свободно пропускать протагониста; мэнхэки и сталкеры начали помогать главному герою, а вортигонты и члены сопротивления — нападать; и так далее.
Дополнение добавило в игру новое оружие ближнего боя — электрическую дубинку, а также новые типы уровней, в том числе стелс-миссию и уровень со сдерживанием бесконечных волн противника. Некоторые уровни содержат головоломки, для решения которых можно использовать мэнхэки. Кроме того, фонарик был заменён на режим ночного видения, а импульсная винтовка — на прототип, вмещающий больше патронов. Для озвучки игры использовались оригинальные звуковые файлы, некоторые из которых были обрезаны или склеены; для главного героя были записаны отдельные реплики.
Прохождение игры занимает около трёх часов.

## Сюжет
Действие Entropy: Zero разворачивается незадолго до событий Half-Life 2. Главный герой, единица 3650, в составе отряда гражданской обороны Альянса совершает рейд на загородное убежище повстанцев. В убежище метрокопы обнаруживают оборудование Чёрной Мезы, которое они погружают на поезд и везут в Сити-17. Дорога пролегает через Сити-10 — заброшенный город, покинутый из-за вспышки вируса CFLU, опасного как для людей, так и для членов Альянса. В Сити-10 отряд попадает в засаду: поезд сходит с рельс, а большинство метрокопов погибает от взрыва.
Главный герой выживает и приступает к подавлению мятежа. Разобравшись с повстанцами в лагере, 3650-й обнаруживает пленного метрокопа и освобождает его, однако вскоре получает выстрел в спину — пленным метрокопом оказывается переодетый повстанец Барни Калхаун. Барни, решивший, что нейтрализовал антигероя, выбрасывает его тело в тоннели под городом, полные зомби и жертв эпидемии CFLU.
Однако 3650-й выживает снова. Пробившись с боем через тоннели, он добирается до вагонетки, едущей до Столба 10 — центрального сооружения Сити-10, напоминающего Цитадель. Прибыв в Столб 10, герой обнаруживает, что контроль над сооружением захватили вортигонты. К этому моменту у протагониста проявляются первые симптомы CFLU. Пересиливая усталость, раны и симптомы болезни, 3650-й разбирается с вортигонтами, однако не успевает остановить реакцию, которую вортигонты запустили на энергетическом ядре Столба. Происходит реакция нулевой энтропии и метрокоп застывает в стазисе.
Спустя некоторое время советники находят замороженные останки 3650-го. Просмотрев запись произошедшего в маске метрокопа, советники остаются под впечатлением и решают повысить 3650-го, использовав его тело для клонирования солдат.
Клон 3650-го в обличии элитного солдата стал протагонистом сиквела, Entropy: Zero 2.

## Разработка и выпуск
Entropy: Zero была разработана Джонни «Breadman» Ричардсоном, ранее известного в сообществе моддинга Half-Life как автор карт для Garry’s Mod, в частности, трилогии GM_Ghosthunt. Он также работал над отдельной модификацией под названием The Hartley Asylum, которую в дальнейшем забросил, так как хотел разработать игру в сеттинге Half-Life. Поучаствовав в разработке Black Mesa, в которой Breadman отвечал за соответствие мода канону вселенной, Ричардсон собрал больше количество заметок и теорий о сюжете Half-Life. На их основе Ричардсон сочинил историю о метрокопе, застрявшем в Сити-10.
Мод был выпущен в октябре 2017 года после двух лет разработки. Игра распространяется бесплатно через Steam, однако для запуска требуется наличие лицензионной копии Half-Life 2 на аккаунте.

## Критика
Никита Васильев в рецензии для DTF положительно оценил идею игры, заявив, что ему особенно интересно было «побыть злом в игровом мире, который ты привык спасать», однако отметил, что чем дальше действо отдалялось от завязки, тем слабее ощущалась цель игры: «проходишь уровни, потому что их надо проходить, двигаешься по маршруту, потому что никакого другого нет». Илья Маховиков из Игры@Mail.ru признал, что мод привлекает концепцией, а «за историей было интересно наблюдать», однако посчитал, что у игры есть ряд проблем с геймдизайном: в частности, есть места, в которых игрок может застрять, если не подсмотрит прохождение.
Алексей Корсаков из «Канобу» включил Entropy: Zero в список лучших модов для Half-Life 2, заявив, что «модификация по уровню исполнения близка к оригинальной игре». Георгий Комисаров из «Игромании» также включил мод в аналогичный список, похвалив дизайн уровней, повествование через окружение, саундтрек и постановку.

## Продолжения

### Entropy: Zero 2
В 2022 году вышло продолжение игры, названное Entropy: Zero 2, разработанное группой разработчиков под руководством Джонни «Breadman» Ричардсона. Главный герой сиквела — клон метрокопа 3650-го, которого за заслуги повысили до элитного солдата Альянса.

### Entropy: Zero — Uprising
9 апреля 2023 года в ранний доступ вышел мод на Entropy: Zero от сторонних разработчиков, названный Entropy: Zero — Uprising. Uprising переносит действие на последние уровни Half-Life 2; игрок берёт на себя роль бойца гражданской обороны и участвует в подавлении восстаний Сопротивления. В состав мода входит полноценная кампания с полностью озвученными персонажами; разработчики планируют продолжить выпускать новые эпизоды Entropy: Zero — Uprising в будущем. Мод распространяется бесплатно, однако для запуска требуется установленная копия Half-Life 2: Episode Two и Entropy: Zero.